# Ana Barros
Ana de Oliveira Barros (nascida em 5 de fevereiro de 1973) é uma ex-ciclista portuguesa. Competiu nos Jogos Olímpicos de 1996 em Atlanta, onde terminou na vigésima terceira posição na prova de estrada individual.